# Alkyle
Les alkyles dérivent des alcanes par la perte d'un atome d'hydrogène. Ils peuvent désigner des radicaux ou des substituants sur des molécules organiques complexes. Les alkyles ne sont pas considérés comme des groupes fonctionnels.

## Radicaux
Les alkyles sont des radicaux hautement instables qui ne sont pas isolables à température ambiante.

## Substituants de molécules complexes
Les chaînes hydrocarbonées sont le squelette de base en chimie organique. Dans de nombreux cas, selon les règles de nomenclature de l'IUPAC, un composé organique peut être considéré comme une chaîne ou un cycle prioritaire dans lequel certains des atomes d'hydrogène sont substitués par des groupes d'atomes. Les groupements alkyles peuvent jouer le rôle de substituant. Au sein d'une molécule organique, ces groupements sont peu réactifs (absence de groupes fonctionnels) et sont souvent associés au symbole « R » dans les représentations simplifiées.

## Nomenclature
Les alkyles sont nommés à partir de l'alcane correspondant, le suffixe -ane étant remplacé par le suffixe -yle (ou -yl si l'alkyle n'est pas en dernière position dans le nom du composé, comme dans « méthylbenzène »). Les premiers alkyles linéaires sont donc :
- le groupe méthyle (CH3-) (Meth) ;  ;
- le groupe éthyle (C2H5-) (Eth) ;
- le groupe propyle (C3H7-) (Prop) ;
- le groupe butyle (C4H9-) (But) ;
- le groupe pentyle (C5H11-) (Pent) ;
- le groupe hexyle (C6H13-) (Hex) ;
- le groupe heptyle (C7H15-) (Hept) ;
- le groupe octyle (C8H17-) (Oct) ;
- le groupe nonyle (C9H19-) (Non) ;
- le groupe décyle (C10H21-) (Dec) ;
- le groupe undécyle (C11H23-) (Undec) ;
- le groupe dodécyle (C12H25-) (Dodec).

Exemples : éthylbenzène, N,N-diméthylformamide, acétate de propyle.